# Pristimantis medemi
Espèce
Synonymes
- Eleutherodactylus medemi Lynch, 1994

Statut de conservation UICN

 LC  : Préoccupation mineure
Pristimantis medemi est une espèce d'amphibiens de la famille des Craugastoridae.

## Répartition
Cette espèce est endémique de la cordillère Orientale en Colombie. Elle se rencontre entre 450 et 1 800 m d'altitude dans les départements de Cundinamarca, de Caquetá et de Meta.

## Description
Les mâles mesurent de 29,4 à 32,9 mm et les femelles de 39,8 à 43,1 mm.

## Étymologie
Cette espèce est nommée en l'honneur de Federico Medem.

## Publication originale
- Lynch, 1994 : Two new species of the Eleutherodactylus conspicillatus group (Amphibia: Leptodactylidae) from the Cordillera Oriental of Colombia. Revista de la Academia Colombiana de Ciencias Exactas Fisicas y Naturales, vol. 19, no 72, p. 187-193 (texte intégral).